# NGC 4489
NGC 4489 (другие обозначения — UGC 7655, MCG 3-32-54, ZWG 99.73, VCC 1321, PGC 41365) — эллиптическая галактика (E) в созвездии Волосы Вероники.
Этот объект входит в число перечисленных в оригинальной редакции «Нового общего каталога».
В галактике обнаружены аномальные флуктуации поверхностной яркости.